# DDR4 SDRAM
컴퓨팅 분야에서 DDR4 SDRAM은 2배속 SDRAM의 일종으로, 2014년에 출시되었다. 'DDR4 SDRAM'은 'double data rate 4th generation synchronous dynamic random-access memory'(4세대 2배속 동기 동적 랜덤 접근 기억장치)를 줄인 말이다.
1970년대 초 이후로 사용되어 온 DRAM들 중 가장 최근의 변종이 되며, DDR2 SDRAM과 DDR3 SDRAM 기술의 뒤를 이었다. DDR4 SDRAM은 서로 다른 신호 전압, 물리적 인터페이스, 기타 요인으로 인해 이전 세대의 RAM과는 호환되지 않는다.
DDR4 SDRAM은 2015년 2/4분기에 ECC 메모리에 주력하여 시장에 공개되었고, 비 ECC 메모리 모듈은 DDR4 메모리를 사용하는 하스웰-E의 출시와 함께 2014년 3/4분기에 출시되었다.

## 특징
이전 기종인 DDR3에 비해 DDR4가 좋은 점으로는 모듈 밀도가 높고, 높은 비트 전송률과 함께 필요한 전압이 낮음을 들 수 있다. DDR4의 기준은 이론적으로 DIMM이 용량 512GiB까지 가능한데, DDR3의 경우 이론적으로 DIMM당 128GiB이 최고였다. DDR4는 1.2 V에 800에서 1600 MHz의 주파수로 운용되는데, DDR3는 1.5 V 또는 1.65 V에서 400에서 1067 MHz로 기동한다. 2014년 8월 저전력 기준이 확정되지는 않았지만, 저전력 DDR4는 DDR3의 저전력 기준인 1.35V의 운용 전압보다 낮은 1.05V로 구동이 된다.

### DIMM 차이
DDR4는 240핀 DDR-2/DDR-3 DIMM과 비슷한 284핀 DIMM으로 출시된다. DDR4 SO-DIMM은 256핀을 지니며 0.5mm 더 공간이 좁아졌고 1.0 mm 더 넓어졌으나 기존과 동일한 30 mm 높이를 유지한다. 최소 메모리용량은 4GB이며 32비트는없다.

### 최종 규격
2012년 9월 25일, 메모리 표준 규격을 정하는 JEDEC (Joint Electron Device Engineering Council ) 은 차기 메모리인 DDR4 의 최종 규격을 발표했다. 이에 의하면 핀당 전송 속도는 최소 1.6 GT/s (Gigatransfer per second)에서 최대 3.2 GT/s 가 기본이지만 이전 DDR3 이하 메모리에서 그랬듯이 이보다 더 빠른 규격이 등장할 수도 있을 것으로 예상되었다. 또한 DDR4 메모리는 기본이 1.2 V 로 작동해 1.5 V 로 작동하는 DDR3 메모리보다 전력 소모가 줄어들고 속도는 빨라졌기 때문에 도입되면 큰 이점이 있을 것으로 기대되었다.

## 모듈

### JEDEC 표준 DDR4 모듈
JEDEC 표준 DDR4 모듈은 다음과 같다.
| 표준 이름                                    | 메모리 클럭 (MHz) | 입출력 버스 클럭 (MHz) | 데이터 속도 (MT/s) | 모듈 이름 | 최고 전송 속도 (MB/s) | 타이밍, CL-tRCD-tRP                 | CAS 레이턴시 (ns)    |
| -------------------------------------------- | ----------------- | ---------------------- | ------------------ | --------- | --------------------- | ----------------------------------- | -------------------- |
| DDR4-1600J* DDR4-1600K DDR4-1600L            | 200               | 800                    | 1600               | PC4-12800 | 12800                 | 10-10-10 11-11-11 12-12-12          | 12.5 13.75 15        |
| DDR4-1866L* DDR4-1866M DDR4-1866N            | 233.33            | 933.33                 | 1866.67            | PC4-14900 | 14933.33              | 12-12-12 13-13-13 14-14-14          | 12.857 13.929 15     |
| DDR4-2133N* DDR4-2133P DDR4-2133R            | 266.67            | 1066.67                | 2133.33            | PC4-17000 | 17066.67              | 14-14-14 15-15-15 16-16-16          | 13.125 14.063 15     |
| DDR4-2400P* DDR4-2400R DDR4-2400T DDR4-2400U | 300               | 1200                   | 2400               | PC4-19200 | 19200                 | 15-15-15 16-16-16 17-17-17 18-18-18 | 12.5 13.32 14.16 15  |
| DDR4-2666T DDR4-2666U DDR4-2666V DDR4-2666W  | 333.33            | 1333.33                | 2666.67            | PC4-21333 | 21333.33              | 17-17-17 18-18-18 19-19-19 20-20-20 | 12.75 13.50 14.25 15 |
| DDR4-2933V DDR4-2933W DDR4-2933Y DDR4-2933AA | 366.67            | 1466.67                | 2933.33            | PC4-23466 | 23466.67              | 19-19-19 20-20-20 21-21-21 22-22-22 | 12.96 13.64 14.32 15 |
| DDR4-3200W DDR4-3200AA DDR4-3200AC           | 400               | 1600                   | 3200               | PC4-25600 | 25600                 | 20-20-20 22-22-22 24-24-24          | 12.50 13.75 15       |

* 선택 사항

## 같이 보기
- SDRAM
- 장치 대역폭 목록

### 보충 설명
1. ↑  일부 DDR3 제품은 원래보다 높은 1600 MHz까지의 속도로 작동되기도 한다.